# Impremta Aldina

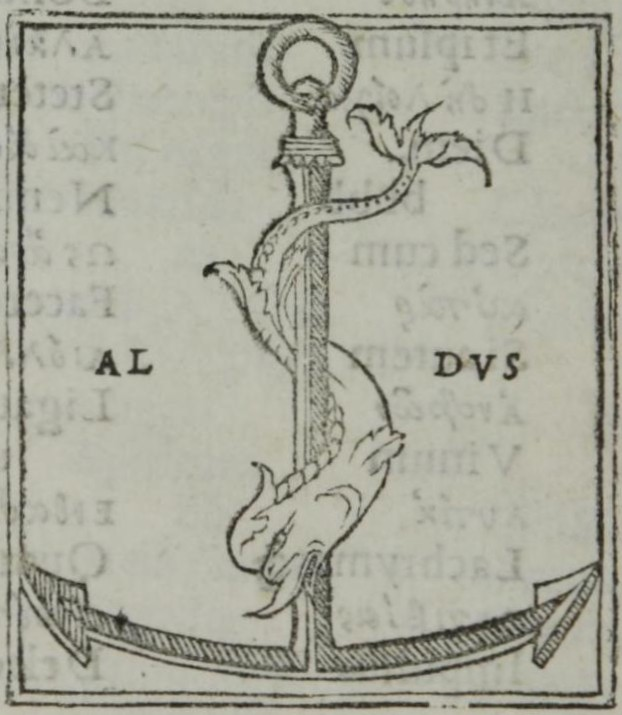
Marca tipogràfica.

La Impremta Aldina va ser una impremta iniciada en 1494 a Venècia per Aldo Mannucci.
Aquesta impremta va ser famosa en la seua època per la impressió de les obres clàssiques i per la invenció de lletres itàliques o cursiva.